# ريكا بيزيكوفا
ريكا بيزيكوفا مواليد 21 ديسمبر 1991، هي لاعبة كرة يد سلوفاكية تلعب كجناح أيسر. مثلت منتخب سلوفاكيا لكرة اليد للسيدات.

## سجل المنافسة
شاركت في البطولات التالية:
- بطولة أوروبا لكرة اليد للسيدات 2014